# Europejski Dzień Bezpieczeństwa Ruchu Drogowego
Europejski Dzień Bezpieczeństwa Ruchu Drogowego – święto ustanowione przez Komisję Europejską na dzień 6 maja.
Charakter święta ma na celu zwrócenie uwagi obywateli Unii Europejskiej na kwestię bezpieczeństwa na drodze. Powodem wprowadzenia tego święta była rosnąca każdego roku liczba wypadków drogowych z udziałem pieszych, rowerzystów i motocyklistów.